# Ньюпорт (Кентукки)
Ньюпорт — город в округе Кэмпбелл, штат Кентукки, США. Исторически являлся одним из четырёх окружных центров округа.

## География и климат
Город расположен на границе Среднего Запада и так называемого Верхнего Юга США. Площадь города составляет 7,8 км², из которых 0,52 км² занимают открытые водные пространства. Климат — влажный субтропический.

## История
Поселение в этих местах было основано приблизительно в 1791 году, в 1795 году получило статус городка (town), в 1834 году — статус города (city). Своё название поселение получило в честь Кристофера Ньюпорта, первым достигшего Вирджинии в 1607 году. К 1900 году Ньюпорт стал третьим по размеру городом в штате Кентукки. На протяжении первых двух третей XX века он имел славу «города грехов» из-за наличия в нём ряда известных казино и высокого уровня преступности, однако начиная с 1980-х годов городская администрация начала предпринимать усилия по превращению Ньюпорта в главный в штате центр семейного туризма. Основой экономики современного Ньюпорта являются туристическая и развлекательная индустрии.

## Население
По данным переписи 2010 года, население города составляло 15273 человека. Расовый состав был следующим: белые —86,3 %, афроамериканцы — 7,6 %, коренные американцы — 0,3 %, азиаты — 0,7 %, уроженцы Гавайев и тихоокеанских островов — 0,01 %, представители других рас — 1,8 %, представители двух и более рас — 3,2 %, латиноамериканцы (любой расы) — 4,1 %. Насчитывалось 6194 семьи, средний возраст жителя составлял 34 года.